# La Cuchilla, Jalisco
La Cuchilla är en ort i Mexiko.   Den ligger i kommunen Zapopan och delstaten Jalisco, i den centrala delen av landet, 500 km väster om huvudstaden Mexico City. La Cuchilla ligger 1 608 meter över havet och antalet invånare är 1 712.
Terrängen runt La Cuchilla är platt åt sydost, men åt nordväst är den kuperad. Runt La Cuchilla är det mycket tätbefolkat, med 1 095 invånare per kvadratkilometer. Närmaste större samhälle är Guadalajara, 14,5 km sydost om La Cuchilla. Trakten runt La Cuchilla består till största delen av jordbruksmark.